# La Vraie Vie
Pour les articles homonymes, voir La Vraie Vie (homonymie).
Albums de Bigflo et Oli
La Cour des grands
(2015) La Vie de rêve
(2018)
Singles
1. La Vraie Vie
Sortie : 2 mai 2017
2. Alors alors
Sortie : 12 mai 2017
3. Personne
Sortie : 2 juin 2017
4. Dommage
Sortie : 8 septembre 2017
5. Salope !
Sortie : 15 décembre 2017
6. Papa feat : Leur père Fabien
Sortie : 26 février 2018

La Vraie Vie est le deuxième album studio du duo de rap français Bigflo et Oli, sorti en 2017.
Il est certifié disque de diamant en 2020.

## Accueil
La Vraie Vie reçoit de bonnes critiques de manière générale. Le Parisien décrit l'album comme le « disque de rap rêvé. Intelligent, bouillonnant, enthousiasmant. Déjà l'un des meilleurs albums de l'année, toutes catégories confondues ». Quant au site web Efflorescence Culturelle, il analyse que « La Vraie Vie s’inscrit ainsi dans la continuité de La Cour des grands. Bigflo & Oli, s’ils ont grandi, n’ont pas changé. On aime les bruits du quotidien glissés au fil de l’album qui le rendent d’autant plus authentique ».

## Liste des titres
| No  | Titre                                | Durée |
| --- | ------------------------------------ | ----- |
| 1.  | La Vraie Vie                         | 08:07 |
| 2.  | Alors alors                          | 03:53 |
| 3.  | Personne                             | 04:29 |
| 4.  | Salope !                             | 04:21 |
| 5.  | Trop tard (feat. JoeyStarr)          | 05:05 |
| 6.  | Papa (feat. Fabian Ordonez)          | 05:17 |
| 7.  | Répondez-moi                         | 05:58 |
| 8.  | Olivio (solo Oli)                    | 05:05 |
| 9.  | La Vie normale                       | 04:47 |
| 10. | Autre part                           | 06:22 |
| 11. | Dommage (composé avec Stromae)       | 03:56 |
| 12. | Ça va trop vite (feat. Busta Rhymes) | 04:23 |
| 13. | Sac à dos                            | 05:05 |
| 14. | Dans mon lit                         | 07:07 |

| 15. | Je suis | 04:37 |

| 15. | Toulouse | 03:43 |

### Version deluxe
| 1.  | Cigarette                          | 5:25 |
| 2.  | Dites rien à ma mère               | 3:58 |
| 3.  | Dommage (acoustique)               | 3:32 |
| 4.  | Pour un pote (feat. Jean Dujardin) | 4:52 |
| 5.  | À mon retour                       | 5:12 |
| 6.  | Début d'Empire                     | 6:43 |
| 7.  | La Tempête                         | 5:18 |
| 8.  | Du disque dur au disque d'or       | 5:17 |
| 9.  | Mytho                              | 3:37 |
| 10. | Shape of You (de Berywam)          | 3:17 |

## Vidéoclips
Bigflo & Oli ont sorti en tout sept clips dont une issue de la version deluxe.
- La Vraie Vie, dévoilé le 2 mai 2017.
- Personne, dévoilé le 2 juin 2017.
- Alors alors, dévoilé le 21 juin 2017.
- Dommage, dévoilé le 8 septembre 2017.
- Salope !, dévoilé le 15 décembre 2017.
- Papa (feat. notre père Fabian), dévoilé le 26 février 2018.

Version deluxe
- Pour un pote (feat. Jean Dujardin), dévoilé le 7 octobre 2016.

N.B. : Le clip Pour un pote a été dévoilé six mois avant La Vraie Vie car la chanson est la bande originale du film Brice 3.

## Ventes et certifications
En juillet 2017, l'album est certifié disque d'or. Le 18 septembre de la même année, il est certifié disque de platine. En décembre 2017, l'album est certifié double disque de platine, dépassant les 200 000 exemplaires vendus. En mars 2018, l’album est certifié triple platine, avec plus de 300 000 exemplaires vendus. Il sort en double vinyle 33 tours ocre jaune clair en édition limitée le 15 décembre.
La Vraie Vie est certifié disque de diamant en septembre 2020.
| Région | Certification | Ventes/Streams |
| ------ | ------------- | -------------- |
| France | Diamant       | 500 000        |

## Commentaire
Le père de Bigflo et Oli, Fabian Ordonez, participe à la chanson Papa. Il l'interprète avec ses fils dans l'émission Planète Rap sur Skyrock. Originaire d'Argentine, il chante en espagnol.

## Distinctions
Bigflo et Oli, lors des 33e cérémonie des Victoires de la musique, en février 2018, remportent la Victoire de la chanson originale de l'année pour Dommage, est interprétée sur scène avec une chorale repérée sur Internet. Le duo de rap est également nommé pour le meilleur album de musique urbaine, dont le prix est décerné à Orelsan pour La fête est finie.